# Slangeurt
Slangeurt (Bistorta officinalis) er en kraftigt voksende, løvfældende staude. Den danner store, fladedækkende bevoksninger, som består af oprette, ugrenede stængler. Planten er aggressiv og kan true mere moderat voksende planter i nærheden.

## Beskrivelse
Stænglerne bærer brede, ægformede eller næsten trekantede blade. Bladene er helrandede med saftigt grøn, glat overside og grågrøn underside. Blomstringen sker i juni-juli med efterblomstring hen i september. Blomsterne er samlet i et tæt aks, som består af talrige, lyserøde blomster. Frøene modner godt og spirer villigt.
Rodnettet består af en kort, vandret rodstok, som bærer det oprette skud og de mange trævlerødder.
Højde x bredde og årlig tilvækst: 0,75 x 2,5 m (75 x 25 cm/år).

## Hjemsted
Slangeurt er hjemmehørende i Nordafrika, Mellemøsten, Kaukasus, Sibirien, Centralasien, Pakistan, Kina, Japan, og Europa fra Storbritannien i nordvest til Ukraine i sydøst. I Danmark anses arten som naturaliseret med den tætteste udbredelse i det nordlige og vestlige Jylland.
Den er knyttet til våde eller fugtige enge med et højt indhold af mineralske stoffer, men samtidigt med et stort humusindhold. Den optræder som karakterart i enge, som bliver slået til hø. På toppen af det tidligere henrettelsessted, Galgeberget, nær Visby på Gotland vokser arten i et tørt og stenet landskab sammen med bl.a. aksærenpris, almindelig guldhavre, bidende stenurt, blodstillende bibernelle, blød hejre, blånende pimpinelle Pimpinella saxifraga subsp. nigra (en underart til almindelig pimpinelle), farvemysike, finsk røn, fåresvingel, gul reseda, Hypochoeris maculata (en art af kongepen), nikkende kobjælde, nikkende limurt, småkronet gedeskæg Tragopogon pratensis subsp. minor (en underart til enggedeskæg) og stor knopurt

## Biodiversitet
Larverne af violetrandet ildfugl har bl.a. slangeurt som foderplante

## Galleri
|  |  |  |
|  |  |  |